# San Gabriel las Palmas
San Gabriel las Palmas är en ort i Mexiko.   Den ligger i kommunen Amacuzac och delstaten Morelos, i den sydöstra delen av landet, 90 km söder om huvudstaden Mexico City. San Gabriel las Palmas ligger 928 meter över havet och antalet invånare är 3 005.
Terrängen runt San Gabriel las Palmas är platt åt nordost, men åt sydväst är den kuperad. Runt San Gabriel las Palmas är det ganska tätbefolkat, med 214 invånare per kvadratkilometer. Närmaste större samhälle är Puente de Ixtla, 3,0 km öster om San Gabriel las Palmas. Omgivningarna runt San Gabriel las Palmas är en mosaik av jordbruksmark och naturlig växtlighet.